# Đồng(II) hydroxide
Đồng(II) hydroxide là một hợp chất vô cơ có công thức hóa học là Cu(OH)2. Đây là một chất rắn có màu xanh lơ, không tan trong nước nhưng dễ tan trong dung dịch acid, amonia đặc và chỉ tan trong dung dịch natri hydroxide 40% khi đun nóng.

## Điều chế trong phòng thí nghiệm
Trong phòng thí nghiệm, Cu(OH)2 được điều chế bằng cách cho muối đồng(II) như đồng(II) sulfat hay đồng(II) chloride phản ứng với dung dịch NaOH, sau đó lọc lấy kết tủa:
{\displaystyle {\ce {CuSO4 + 2NaOH -> Cu(OH)2v + Na2SO4}}}
{\displaystyle {\ce {CuCl2 + 2NaOH -> Cu(OH)2 v + 2NaCl}}}

## Tính chất hóa học
- Đồng(II) hydroxide là hydroxide lưỡng tính:

Cu(OH)2 + H2SO4 → CuSO4 + 2H2O
Cu(OH)2 + 2NaOH (đặc) t°> Na2Cu(OH)4
- Nó bị nhiệt phân:

Cu(OH)2 t°> CuO + H2O
- Tạo phức chất, hòa tan trong dung dịch amonia:

Cu(OH)2 + NH3 → [Cu(NH3)4]2+ + 2OH−
Đồng(II) hydroxide tetramin Cu(NH3)4(OH)2 (màu xanh tím) được gọi là nước Svayde có khả năng hòa tan cellulose và nitrocellulose. Khi pha loãng hay thêm axit vào dung dịch trên thì cellulose lại kết tủa.
- Tạo phức chất, hòa tan trong alcohol đa chức có nhiều nhóm -OH gắn với nguyên tử carbon kế cận nhau:[3]

Cu(OH)2 + 2C3H5(OH)3 → [C3H5(OH)2O]2Cu + 2H2O
Phản ứng trên giúp nhận biết alcohol đa chức có nhiều nhóm -OH cạnh nhau trong phân tử.
- Phản ứng với aldehyde:

2Cu(OH)2 + NaOH + HCHO t°> HCOONa + Cu2O↓ + 3H2O
Phản ứng trên dùng để nhận biết nhóm chức andehit vì tạo ra Cu2O kết tủa đỏ gạch.
- Phản ứng màu biuret

Trong môi trường kiềm, peptide tác dụng với Cu(OH)2 cho hợp chất màu tím. Đó là màu của phức chất tạo thành giữa peptit có từ hai liên kết peptide trở lên tác dụng với ion đồng.

## Ứng dụng
Dung dịch đồng(II) hydroxide trong amonia, với tên khác là thuốc thử Schweizer, có khả năng hòa tan cellulose. Tính chất này khiến dung dịch này được dùng trong quá trình sản xuất rayon, một cellulose fiber.
Nó cũng được sử dụng rộng rãi trong ngành công nghiệp thủy sinh vì khả năng tiêu diệt các ký sinh bên ngoài trên cá, bao gồm sán, cá biển, brook và nhung biển, mà không giết chết cá. Mặc dù các hợp chất đồng hòa tan trong nước có thể có hiệu quả trong vai trò này, chúng thường dẫn đến mức độ tử vong cao ở cá.
Đồng(II) hydroxide đã được sử dụng như là một sự thay thế cho hỗn hợp Bordeaux, một thuốc diệt nấm và nematicide. Các sản phẩm như Kocide 3000, sản xuất bởi Kocide L.L.C. Đồng(II) hydroxide cũng đôi khi được sử dụng như chất màu gốm.